# 蔡坊乡
蔡坊乡，是中华人民共和国江西省赣州市安远县下辖的一个乡镇级行政单位。

## 行政区划
蔡坊乡下辖以下地区：
蔡坊村、碛脑村、渡江村和仕湖村。